# Yolande-Louise de Savoie
Yolande-Louise de Savoie, née le 11 juillet 1487 à Turin et morte à l'âge de douze ans le 12 septembre 1499, est une princesse de la maison de Savoie, faite duchesse par mariage avec son cousin, Philibert II de Savoie.

## Biographie

### Jeunesse
Yolande-Louise est la fille du duc Charles Ier de Savoie et de Blanche de Montferrat (1472 † 1519),. Elle naît à Turin le 11 juillet 1487 et elle est baptisée dans la cathédrale Saint-Jean-Baptiste le 29 du même mois,.
Elle a pour parrains et marraines Ludovic Sforza (duc de Milan), Marija Branković (fille de Stefan Branković, roi de Serbie, et marquise de Montferrat par son mariage avec Boniface III), ainsi qu'Urbain Bonivard (évêque de Verceil), Jean de Compey (évêque de Tarentaise), Antoine Champion (chancelier de Savoie, évêque de Mondovi), l'abbé de Caseneuve et la future bienheureuse Paola Gambara Costa,.

### Mariage
Elle épouse à neuf ans, le 12 mai 1496, son cousin Philibert, qui a seize ans, comte de Bresse,,,. Ce dernier devient le 8e duc de Savoie, le 7 novembre 1497.

### Mort
Yolande-Louise de Savoie meurt le 12 septembre 1499, à Genève.
En tant que membre de la Maison de Savoie (à double titre, par sa naissance et par son mariage), son corps est inhumé dans la nécropole dynastique de l'abbaye d'Hautecombe,,. Elle et son oncle (au deuxième degré) Louis de Savoie, tous deux morts adolescents, sont les deux dernières personnalités politiques.
Suivant une source isolée, elle ne serait pas enterrée à Hautecombe, mais dans l'église Saint-François-de-Sales à Genève.

## Postérité littéraire
En 2005, Maud Stricane écrit un roman historique sur Yolande-Louise, L'Oubliée de Hautecombe  (ISBN 978-2748308303). Yolande-Louise y est appelée Aloïsia.